# Три-Систерс (горы, ЮАР)
Три-Си́стерс (англ. Three Sisters — Три Сестры) — горы в ЮАР, рядом с пересечением национальных дорог N1 и N12 и одноимённой себе железнодорожной станцией, в 75 км к северо-востоку от города Бофорт-Уэст и к югу от города Виктория-Уэст в Северо-Капской провинции.